# Пунгері (ядерний полігон)
Пунгері, або Пхунгері (кор. 풍계리 핵 실험장, 豊溪里 核 實驗場) — єдиний відомий північнокорейський ядерний випробувальний полігон, який розташований в окрузі Кильччу, провінція Хамгьон-Північ. Полігон є місцем проведення шести ядерних випробувань Північної Кореї, які відбулися в 2006, 2009, 2013, 2016 і 2017 роках.

## Географія
Полігон розташований у гірській місцевості за 2 км на південь від гори Мантапсан, 2 км на захід від концентраційного табору Хвасонг та за 12 км на північний захід від селища Пунгері. Має три видимі входи в тунель. 
Найближчим місцем до можливого підземного ядерного полігону є невелике селище Чіктонг, яке розташоване на основі відомих на сьогоднішній день супутникових знімків за координатами 41°16′00″ пн. ш. 129°6′00″ сх. д. / 41.26667° пн. ш. 129.10000° сх. д..

## Історія
У січні 2013 року на Google Maps з'явилися оновлені знімки різних місць в Північній Кореї. 
8 квітня 2013 року, Південна Корея спостерігала за активністю на Пунгері, передбачаючи, що ведеться підготовка четвертого підземного ядерного випробування. Проте пізніше стало відомо, що тунельна діяльність, яка розпочалася в квітні, велася для довгострокового проєкту, а ядерних випробувань найближчим часом не планується. 
6 січня 2016 року північнокорейські державні ЗМІ оголосили, що країна успішно провела на полігоні випробування термоядерної бомби. 
Супутникові знімки, отримані для моніторингового вебсайту 38 North з січня по квітень 2017 року, свідчили про те, що готується місце для наступного ядерного випробування, яке відбулося 3 вересня 2017 року.

## Сейсмічність району
В 2022 році, в районі ядерного полігону Пунгері, на якому Північна Корея провела всі шість своїх ядерних випробувань, сталося 8 природних землетрусів.
13 серпня 2023 року, поряд з ядерним полігоном Пунгері, сталися два природні землетруси. Про це повідомило агентство Yonhap News з посиланням на державне метеорологічне агентство Південної Кореї. Перший землетрус магнітудою 2,7 стався о 03:13 годині ранку (за місцевим часом), приблизно за 40 кілометрів на північний захід від Кілджу, провінція Північний Хамгьонг. Другий землетрус магнітудою 2,3 стався о 07:55 годині ранку (за місцевим часом) за 42 км на північний захід від Кілджу. Епіцентр першого землетрусу знаходився на глибині 15 км, тоді як епіцентр другого землетрусу – на глибині 5 км. Повідомлень про пошкодження внаслідок землетрусів не надходило.